# アルバート湖

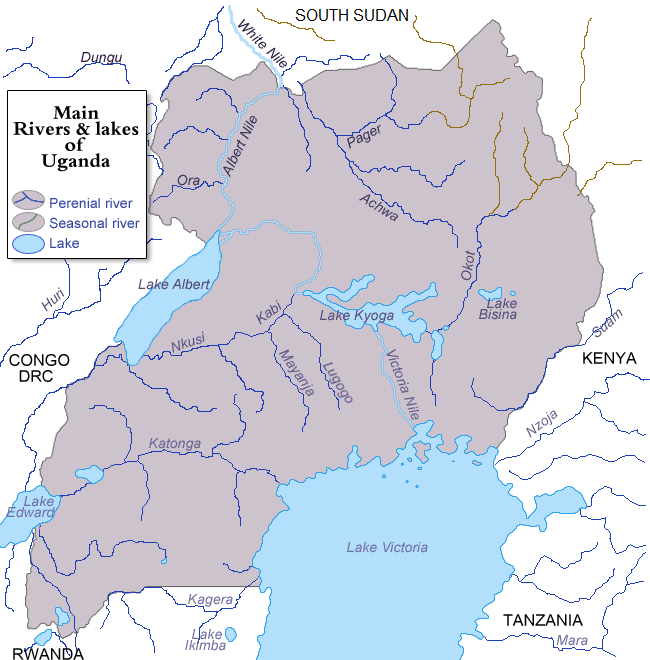
アルバート湖周辺の地図

アルバート湖（アルバートこ）またはモブツ・セセ・セコ湖（モブツ・セセ・セコこ、ガンダ語:Ennyanja Mwitanzige、スワヒリ語:Ziwa Albert、リンガラ語:Etímá Alubɛ́、英語:Lake Albert、フランス語:Lac Albert）は、ウガンダとコンゴ民主共和国の間にある湖。アルベルト湖（Albertをローマ字読みしたもの）とも呼ばれる。大きさは約160km × 30km。深さは最大51m。世界第27位、アフリカで7番目の広さである。アルバートの名は、イギリスのヴィクトリア女王の夫、アルバート公に因み、モブツ・セセ・セコはコンゴ民主共和国の独立にあたり実権を掌握し、国名をザイールに変えた軍人・政治家の名前に因む。何れもイナゴ殺しの意味で東岸のニョロ人はムウィタンジゲ（ニョロ語: Mwitanzige）、北岸のアルア人はウネク・ボニョ（アルル語: Unek Bonyo）と呼ぶ。
アルバート湖はナイル川の上流部に位置する。グレート・リフト・バレーの一部である。流入の大部分はヴィクトリアナイル川からであるが、エドワード湖からセムリキ川も流れ込んでいる。湖の北からアルバートナイル川が流れだしている。2006年にヴィクトリアナイル川の河口付近の三角州を含むマーチソン・フォールズ国立公園一帯はラムサール条約登録地となった。
1864年にサミュエル・ベイカーがヨーロッパ人で初めてこの湖を「発見」した。2006年に英国の石油関連企業（ヘリテージ・オイル社）がウガンダ側の湖岸で石油を発見、その後、大きな油田であることが確認された。2011年に生産開始が期待される。湖の境界線で隣国のコンゴ民主共和国と係争中。
コンゴ側のイトゥリ州では、ヘマ族とレンドゥ族による民族対立が繰り返されている。過去には大規模な衝突（イトゥリ紛争）では数万人規模の死者が生じているため、集落への襲撃のうわさが立つたびに多数の地域住民がアルバート湖へ船で乗り出し一時避難する姿が見られる。

## 脚註
1. 1 2  田原範子「ウガンダ・アルバート湖畔の漁撈と生活 ─BMUの導入と石油発見の影響について─」『四天王寺大学紀要』第46号、2008年9月
2. ↑  水野一晴『気候変動で読む地球史 限界地帯の自然と植生から』NHK出版、2016年、140頁。ISBN 978-4-14-091240-9。
3. ↑  “Murchison Falls-Albert Delta Wetland System”. Ramsar Sites Information Service. 2019年10月21日閲覧。
4. ↑  ヘリテージ・オイル社の沿革（アフリカ成長企業・ジェトロホームページ）2013年6月11日閲覧
5. ↑  “【AFP記者コラム】ある場所からの報道”.   AFP (2017年7月17日). 2018年7月18日閲覧。